# Горицы (Выгоничский район)
Гори́цы — деревня в Выгоничском районе Брянской области.
Расположена в 25 километрах юго-западнее г. Брянска, в 2 км к северо-западу от села Кокино, на реке Волосовка. Население — 69 человек (2010).

## История
Упоминается с XVII века как пустошь, слобода (позднее — сельцо), владение Безобразовых; в XIX веке – также Халаевой, Тютчевых. Входила в приход села Кокино.

## Достопримечательности
На территории деревни находится освященный подземный источник с обустроенной купелью.